# HD 183263 b
HD 183263 b (بالإنجليزية: HD 183263 b)‏ الذي يرمز له بالرمز HD 183263b، هو كوكب خارج المجموعة الشمسية، في كوكبة العقاب، يتبع HD 183263 ‏.

## الاكتشاف
اكتشف في 25 يناير 2005.